# Dyavanahalli, Sorab
Dyavanahalli là một làng thuộc tehsil Sorab, huyện Shimoga, bang Karnataka, Ấn Độ.